# Naturschutzgebiet Brandige Mühle

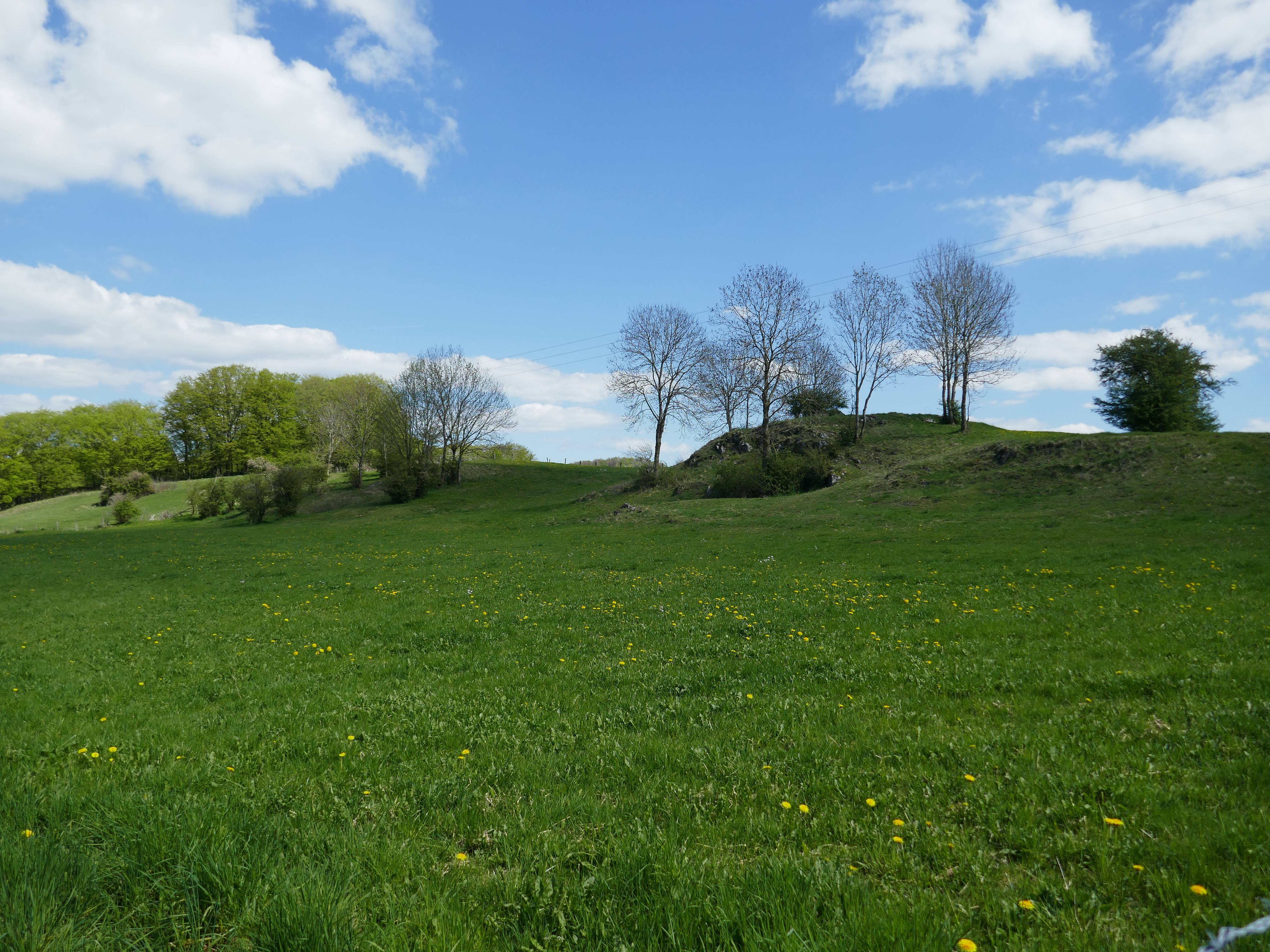
Naturschutzgebiet Brandige Mühle

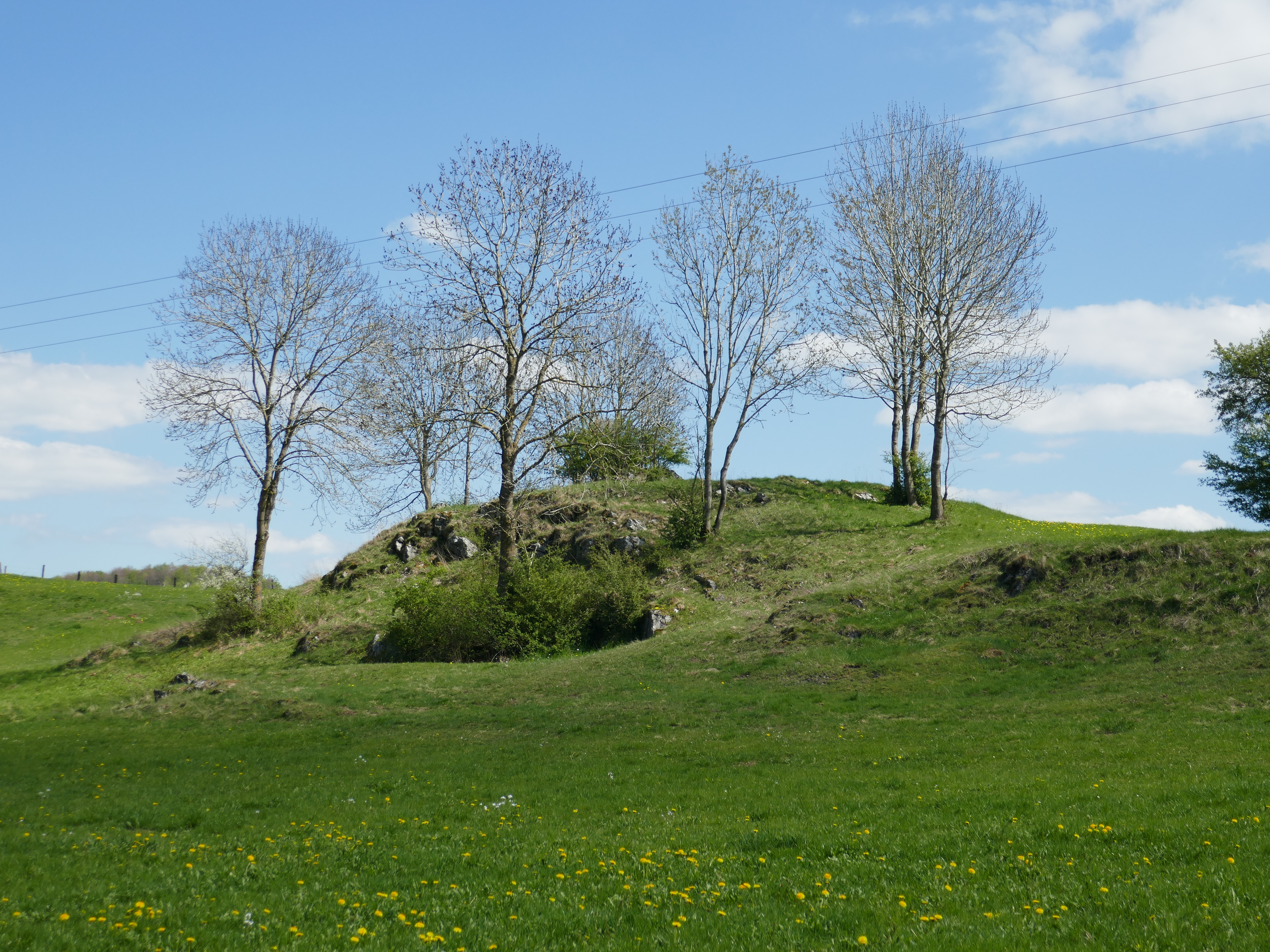
Felsen

Das Naturschutzgebiet Brandige Mühle mit einer Größe von 7,38 ha liegt nordwestlich von Brilon in Nordrhein-Westfalen. Das Gebiet wurde 2008 mit dem Landschaftsplan Briloner Hochfläche durch den Hochsauerlandkreis als Naturschutzgebiet (NSG) ausgewiesen. Es ist eines von 31 Naturschutzgebieten in Brilon, welches zur Gruppe der Kalkkuppen mit speziellen Verboten gehört. Das NSG gehört zum FFH-Gebiet Kalkkuppen bei Brilon (DE 4617-303).

## Gebietsbeschreibung
Beim NSG handelt es sich um eine langgestreckte Bergkuppen aus Kalkstein. An beiden Kuppen treten Felsen offen zu Tage. Am Großer Tettler erreichen die Felsen eine Höhe von über vier Meter. Es befinden sich Grünlandbereiche und Gehölzbereiche im NSG. Zum Grünland gehören auch Magerrasen.
Es wurden Pflanzenarten wie Acker-Hornkraut, Acker-Witwenblume, Bärlauch, Braunstieliger Streifenfarn, Buschwindröschen, Christophskraut, Draht-Schmiele, Echter Wolfsfuß, Echtes Johanniskraut, Echtes Labkraut, Echtes Lungenkraut, Färber-Ginster, Finger-Segge, Flaumiger Wiesenhafer, Frühlings-Platterbse, Gamander-Ehrenpreis, Geflecktes Johanniskraut, Gegenblättriges Milzkraut, Gelbes Sonnenröschen, Gewöhnliche Goldnessel, Gewöhnliches Ferkelkraut, Gras-Sternmiere, Großes Mausschwanzmoos, Heidelbeere, Kleine Bibernelle, Kleiner Sauerampfer, Kleiner Wiesenknopf, Kleines Habichtskraut, Kletten-Labkraut, Knolliger Hahnenfuß, Körner-Steinbrech, Kriechende Hauhechel, Leberblümchen, Magerwiesen-Margerite, Mauerraute, Mittlerer Wegerich, Nesselblättrige Glockenblume, Nestwurz, Sanikel, Sauerampfer, Scharfer Hahnenfuß, Schafschwingel, Seidelbast, Skabiosen-Flockenblume, Späte Wald-Trespe, Wald-Bingelkraut, Wald-Gerste, Wald-Labkraut, Waldmeister, Wald-Schwingel, Wald-Segge, Wald-Trespe, Wald-Veilchen, Wald-Wicke, Wald-Zwenke, Weiches Kammmoos, Weißes Labkraut, Weißes Waldvöglein, Wiesen-Schafgarbe, Wiesen-Schlüsselblume, Zaun-Wicke und Zwiebel-Zahnwurz  nachgewiesen.

## Schutzzweck
Wie bei allen Naturschutzgebieten in Deutschland wurde in der Schutzausweisung darauf hingewiesen, dass das Gebiet „wegen der Seltenheit, besonderen Eigenart und Schönheit des Gebietes“ zum Naturschutzgebiet wurde. Der Landschaftsplan führt zum Schutzzweck auf: „Erhaltung und Optimierung eines artenreichen Biotopmosaiks aus überwiegend extensiv genutztem Magergrünland, Hecken und Feldgehölzen als Lebensräume von tlw. seltenen und gefährdeten Tier- und Pflanzenarten sowie als wichtige Teilfläche im regionalen Verbund ähnlicher Biotopstrukturen; Sicherung und tlw. Extensivierung der überkommenen Grünlandnutzung auf Flächen mit hohem ökologischem Standortpotenzial durch Vertragsangebote zur Erhaltung dieses Biotopmosaiks; Sicherung der Kohärenz und Umsetzung des europäischen Schutzgebietssystems ‚Natura 2000‘.“

## Verbote
Zu den normalen Verboten in Naturschutzgebieten kommen beim NSG Brandige Mühle wie bei den anderen 31 Kalkkuppen zusätzliche Verbote hinzu. Es ist verboten, die Briloner Kalkkuppen zu düngen, zu walzen und zu schleppen. Es dürfen nicht mehr als zwei Großvieheinheiten pro Hektar gleichzeitig weiden. Ferner darf erst ab dem 1. Juli eines Jahres gemäht werden.